# Prepotherium
Prepotherium es un género extinto de perezoso terrestre perteneciente a la familia de los megatéridos que vivió durante la época del Mioceno. Sus fósiles han sido hallados en la actual Argentina.
Prepotherium difería del mejor conocido Megatherium por ser de talla mucho menor y tener un borde inferior de la mandíbula sin la exagerada forma convexa de este.
Una especie adicional de Venezuela, P. venezuelanum, fue nombrada por R. Collins en 1935. a partir de fósiles hallados en el estado de Portuguesa junto con una serie de restos procedentes del estado de Acre en Brasil. No obstante, esta especie fue más tarde reclasificada en su propio género, Pseudoprepotherium, como un miembro basal de otra familia de perezosos terrestres, los Mylodontidae.